# Fecha Juliana Baricéntrica
La fecha juliana baricéntrica (en inglés Barycentric Julian Date - BJD) es la fecha juliana (JD) corregida por diferencias en la posición de la Tierra con respecto al baricentro del sistema solar. Debido a la velocidad finita de la luz, el tiempo que se observa un evento astronómico depende de la posición cambiante del observador en el sistema solar. Antes de combinar múltiples observaciones, éstas deben reducirse a un lugar de referencia común y fijo. Esta corrección también depende de la dirección hacia el objeto o evento que se cronometra.
En 1991, el BJD reemplazó a la fecha juliana heliocéntrica (en inglés Heliocentric Julian Date H- JD), que redujo los tiempos al centro del Sol, que orbita el baricentro. La diferencia entre HJD y BJD es de hasta ± 4 s.

## Magnitud de la corrección
La corrección es pequeña para objetos en los polos de la eclíptica. Por otra parte, es aproximadamente una curva sinusoidal anual, y la mayor amplitud ocurre en la eclíptica. La corrección máxima corresponde al tiempo en que la luz recorre la distancia desde el baricentro a la Tierra, es decir, ± 8.3 min (500 s, 0.0058 días).